# Lijst van voetbalinterlands Australië - Syrië
Deze lijst van voetbalinterlands is een overzicht van alle officiële voetbalwedstrijden tussen de nationale teams van Australië en Syrië. De landen speelden tot op heden drie keer tegen elkaar. De eerste ontmoeting, een kwalificatiewedstrijd voor het Wereldkampioenschap voetbal 2018, werd gespeeld in Krubong (Maleisië) op 5 oktober 2017. Het laatste duel, een groepswedstrijd tijdens de Azië Cup 2023, vond plaats op 18 januari 2024 in Doha (Qatar)

## Wedstrijden
| № | Plaats  | Datum           | Competitie           | Wedstrijd         | Uitslag |
| - | ------- | --------------- | -------------------- | ----------------- | ------- |
| 1 | Krubong | 5 oktober 2017  | WK 2018 kwalificatie | Syrië – Australië | 1 – 1   |
| 2 | Sydney  | 10 oktober 2017 | WK 2018 kwalificatie | Australië – Syrië | 2 – 1   |
| 3 | Al Ain  | 15 januari 2019 | Azië Cup 2019        | Australië − Syrië | 3 − 2   |
| 4 | Doha    | 18 januari 2024 | Azië Cup 2023        | Syrië − Australië | 0 − 1   |

## Samenvatting
| Competitie      | Totaal gespeeld | Winst Australië | Gelijk | Winst Syrië | Doelsaldo Australië – Syrië |
| --------------- | --------------- | --------------- | ------ | ----------- | --------------------------- |
| WK-kwalificatie | 2               | 1               | 1      | 0           | 3 − 2                       |
| Azië Cup        | 2               | 2               | 0      | 0           | 4 − 2                       |
| Totaal          | 4               | 3               | 1      | 0           | 7 − 4                       |

Wedstrijden bepaald door strafschoppen worden, in lijn met de FIFA, als een gelijkspel gerekend.

## Details

### Eerste ontmoeting
| WK 2018 kwalificatie (Krubong, Maleisië, 5 oktober 2017): |              | |
| Syrië | 1 – 1        | Australië |
| Omar Al-Somah 85' (pen.) | goals        | 40' Robbie Kruse |
| Ayman Hakeem | bondscoach   | Ange Postecoglou |
| Ibrahim Alma Hadi Al-Masri Moayad Al-Ajan Youssef Kalfa 46' Tamer Haj Mohamed Khaled Al-Mobayed Fahd Youssef Zaher Al-Midani Mahmoud Al-Mawas 75' Omar Al-Somah Omar Khribin 80' | opstellingen | Mathew Ryan 63' Joshua Risdon Matthew Jurman Trent Sainsbury Miloš Degenek Aziz Behich Aaron Mooy Mark Milligan Mathew Leckie 70' Robbie Kruse 83' Tomi Jurić        |
| Oday Al-Jafal 46' Firas Al-Khatib 75' Mardik Mardikian 80' Ahmad Madania Mahmoud Al-Youssef Gabriel Somi Alaa Al-Shbli Jehad Al-Baour Osama Omari Hamid Mido Amro Jenyat         | wissels      | 63' Nikita Rukavytsya 70' Massimo Luongo 83' Tom Rogić Danny Vukovic Mitchell Langerak Brad Smith Mustafa Amini James Troisi Jackson Irvine Craig Goodwin Tim Cahill |
| Khaled Al-Mobayed 13' Omar Khribin 78' Hadi Al-Masri 87' | gele kaarten | 36' Joshua Risdon 45' Mark Milligan 51' Miloš Degenek 80' Mathew Leckie                                                                                              |

### Tweede ontmoeting
| WK 2018 kwalificatie (Sydney, Australië, 10 oktober 2017): |       |                  |
| Australië                                                  | 2 – 1 | Syrië            |
| Tim Cahill 13' Tim Cahill 109'                             | goals | 6' Omar Al Somah |

FFA · A-internationals · Selecties · Bondscoaches · Australisch vrouwenelftal · Australië U21 · Australië U20 · Australië U19 · Australië U18 · Australië U17
1920 – 1929 · 
1930 – 1939 · 
1940 – 1949 · 
1950 – 1959 · 
1960 – 1969 · 
1970 – 1979 · 
1980 – 1989 · 
1990 – 1999 · 
2000 – 2009 · 
2010 – 2019 ·
2020 − 2029
WK 1974 ·
WK 2006 ·
WK 2010 · 
WK 2014 · 
WK 2018
OS 1956 · 
OS 1988 · 
OS 1992 · 
OS 1996 · 
OS 2000 · 
OS 2004 · 
OS 2008 · 
OS 2020
1922 ·
1923 · 
1924 · 
1925–1932 ·
1933 ·
1934–1935 ·
1936 ·
1937 ·
1938 ·
1939–1946 ·
1947 · 
1948 · 
1949 ·
1950 · 
1951–1953 ·
1954 · 
1955 · 
1956 · 
1957 ·
1958 · 
1959–1964 · 
1965 · 
1966 ·
1967 ·
1968 ·
1969 · 
1970 · 
1971 ·
1972 · 
1973 · 
1974 · 
1975 · 
1976 · 
1977 · 
1978 · 
1979 · 
1980 · 
1981 · 
1982 · 
1983 · 
1984 · 
1985 · 
1986 · 
1987 · 
1988 · 
1989 · 
1990 · 
1991 · 
1992 · 
1993 · 
1994 · 
1995 · 
1996 · 
1997 · 
1998 · 
1999 · 
2000 · 
2001 · 
2002 · 
2003 · 
2004 · 
2005 · 
2006 · 
2007 · 
2008 · 
2009 · 
2010 · 
2011 · 
2012 · 
2013 ·
2014 · 
2015 · 
2016 ·
2017 ·
2018 ·
2019 ·
2020 ·
2021
Amerikaans-Samoa ·
Argentinië ·
Bahrein ·
Bangladesh ·
België ·
Brazilië ·
Bulgarije ·
Cambodja ·
Canada ·
Chili ·
China ·
Colombia ·
Cookeilanden ·
Costa Rica ·
DDR ·
Denemarken ·
Duitsland ·
Ecuador ·
Egypte ·
Engeland ·
Fiji ·
Filipijnen ·
Frankrijk ·
Ghana ·
Griekenland ·
Guam ·
Honduras ·
Hongarije ·
Hongkong ·
Ierland ·
India ·
Indonesië ·
Irak ·
Iran ·
Israël ·
Italië ·
Jamaica ·
Japan ·
Jordanië ·
Kameroen ·
Kenia ·
Kirgizië ·
Koeweit ·
Kroatië ·
Libanon ·
Liechtenstein ·
Maleisië ·
Marokko ·
Mexico ·
Nederland ·
Nepal ·
Nieuw-Caledonië ·
Nieuw-Zeeland ·
Nigeria ·
Noord-Ierland ·
Noord-Korea ·
Noord-Macedonië ·
Noorwegen ·
Oezbekistan ·
Oman ·
Palestina ·
Papoea-Nieuw-Guinea ·
Paraguay ·
Peru ·
Polen ·
Qatar ·
Roemenië ·
Salomonseilanden ·
Samoa ·
Saoedi-Arabië ·
Schotland ·
Servië ·
Singapore ·
Slovenië ·
Slowakije ·
Spanje ·
Syrië ·
Tadzjikistan ·
Tahiti ·
Taiwan ·
Thailand ·
Tonga ·
Tsjechië ·
Tsjecho-Slowakije ·
Tunesië ·
Turkije ·
Uruguay ·
Vanuatu ·
Venezuela ·
Verenigde Arabische Emiraten ·
Verenigde Staten ·
Vietnam ·
Wales ·
Zimbabwe ·
Zuid-Afrika ·
Zuid-Korea ·
Zuid-Vietnam ·
Zweden ·
Zwitserland
Amerikaans-Samoa (2001) · 
Argentinië (2022) ·
Brazilië (1997) · 
Brazilië (2006) · 
Chili (2014) · 
Denemarken (2018) · 
Denemarken (2022) · 
Duitsland (2010) · 
Frankrijk (2018) · 
Italië (2006) · 
Japan (2006) · 
Kroatië (2006) · 
Nederland (2014) · 
Peru (2018) · 
Spanje (2014) · 
Zuid-Korea (2015, 2)
SFA · A-internationals · Syrisch vrouwenelftal
1940 - 1949 · 
1950 - 1959 · 
1960 - 1969 · 
1970 - 1979 · 
1980 - 1989 · 
1990 - 1999 · 
2000 – 2009 · 
2010 – 2019 ·
2020 − 2029
Afghanistan ·
Algerije ·
Australië ·
Bahrein ·
Bangladesh ·
Cambodja ·
China ·
Cyprus ·
Egypte ·
Filipijnen ·
Griekenland ·
Guam ·
Haïti ·
Hongkong ·
India ·
Indonesië ·
Irak ·
Iran ·
Japan ·
Jemen ·
Jordanië ·
Kazachstan ·
Kirgizië ·
Koeweit ·
Laos ·
Libanon ·
Libië ·
Malediven ·
Maleisië ·
Marokko ·
Mauritanië ·
Mauritius ·
Myanmar ·
Nepal ·
Noord-Korea ·
Oezbekistan ·
Oman ·
Pakistan ·
Palestina ·
Qatar ·
Rusland ·
San Marino ·
Saoedi-Arabië ·
Singapore ·
Soedan ·
Sovjet-Unie ·
Sri Lanka ·
Tadzjikistan ·
Taiwan ·
Thailand ·
Tunesië ·
Turkije ·
Turkmenistan ·
Venezuela ·
Verenigde Arabische Emiraten ·
Vietnam ·
Wit-Rusland ·
Zuid-Jemen ·
Zuid-Korea ·
Zweden